# Єрмаков Максим Володимирович
Максим Володимирович Єрмаков (рос. Максим Владимирович Ермаков; нар. 21 квітня 1995, Каменськ-Уральський, Свердловська область, Росія) — російський футболіст, захисник та опорний півзахисник.

## Клубна кар'єра
Вихованець футбольної школи «Денас» (Каменськ-Уральський). У 2008 році у складі збірної Дитячої футбольної ліги став переможцем турніру пам'яті К. І. Бескова та увійшов до символічної збірної турніру. Згодом перейшов до академії клубу «Краснодар». Починаючи з сезону 2011/12 років залучався до матчів молодіжного складу, всього за дубль «биків» у молодіжній першості зіграв 39 матчів та відзначився 3-ма голами. У січні 2013 року перейшов до московського «Спартака», де грав за молодіжний склад та фарм-клуб. У складі «Спартака-2» зіграв три матчі у липні-серпні 2013 року, а в молодіжній першості за три з половиною сезони у складі червоно-білих зіграв 53 матчі та відзначився 3-ма голами.
Влітку 2016 року залишив «Спартак» та перейшов до литовського «Стумбрасу». У чемпіонаті Литви дебютував 7 вересня 2016 року у матчі проти «Тракая», вийшов на 64-й хвилині замість Робертаса Вежявичюса. Усього за литовський клуб провів 6 матчів у чемпіонаті країни та одну гру в кубку Литви та після закінчення сезону 2016 року залишив команду.
1 серпня 2017 року перейшов до вірменського «Пюніка», але вже наприкінці року залишив команду.

## Кар'єра в збірній
Виступав за юнацькі збірні Росії рівзних вікових категорій, брав участь у відбіркових матчах юнацьких чемпіонатів Європи, а також грав у товариських матчах. Ставав переможцем Меморіалу Гранаткіна.

## Статистика виступів

### Клубна
Станом на 15 жовтня 2017
| Клуб                 | Сезон             | Ліга                  | Ліга  | Ліга | Нац. кубок | Нац. кубок | Конт. кубок | Конт. кубок | Інші  | Інші | Загалом | Загалом |
| Клуб                 | Сезон             | Дивізіон              | Матчі | Голи | Матчі      | Голи       | Матчі       | Голи        | Матчі | Голи | Матчі   | Голи    |
| -------------------- | ----------------- | --------------------- | ----- | ---- | ---------- | ---------- | ----------- | ----------- | ----- | ---- | ------- | ------- |
| «Краснодар»          | 2011–12           | Прем'єр-ліга Росії    | 0     | 0    | 0          | 0          | –           | –           | –     | –    | 0       | 0       |
| «Краснодар»          | 2012–13           | Прем'єр-ліга Росії    | 0     | 0    | 0          | 0          | –           | –           | –     | –    | 0       | 0       |
| «Краснодар»          | Загалом           | Загалом               | 0     | 0    | 0          | 0          | -           | -           | -     | -    | 0       | 0       |
| «Спартак» (Москва)   | 2012–13           | Прем'єр-ліга Росії    | 0     | 0    | 0          | 0          | 0           | 0           | –     | –    | 0       | 0       |
| «Спартак» (Москва)   | 2013–14           | Прем'єр-ліга Росії    | 0     | 0    | 0          | 0          | 0           | 0           | –     | –    | 0       | 0       |
| «Спартак» (Москва)   | 2014–15           | Прем'єр-ліга Росії    | 0     | 0    | 0          | 0          | –           | –           | –     | –    | 0       | 0       |
| «Спартак» (Москва)   | 2015–16           | Прем'єр-ліга Росії    | 0     | 0    | 0          | 0          | –           | –           | –     | –    | 0       | 0       |
| «Спартак» (Москва)   | 2016–17           | Прем'єр-ліга Росії    | 0     | 0    | 0          | 0          | 0           | 0           | –     | –    | 0       | 0       |
| «Спартак» (Москва)   | Загалом           | Загалом               | 0     | 0    | 0          | 0          | 0           | 0           | -     | -    | 0       | 0       |
| «Спартак-2» (Москва) | 2013–14           | Першість ПФЛ          | 3     | 0    | –          | –          | –           | –           | –     | –    | 3       | 0       |
| «Спартак-2» (Москва) | 2015–16           | Першість ФНЛ          | 0     | 0    | –          | –          | –           | –           | –     | –    | 0       | 0       |
| «Спартак-2» (Москва) | 2016-17           | Першість ФНЛ          | 0     | 0    | –          | –          | –           | –           | –     | –    | 0       | 0       |
| «Спартак-2» (Москва) | Загалом           | Загалом               | 3     | 0    | -          | -          | -           | -           | -     | -    | 3       | 0       |
| «Стумбрас»           | 2016              | А-ліга Литви          | 6     | 0    | 1          | 0          | –           | –           | –     | –    | 7       | 0       |
| «Пюнік»              | 2017–18           | Прем'єр-ліга Вірменії | 4     | 0    | 1          | 0          | 0           | 0           | –     | –    | 5       | 0       |
| «Арцах»              | 2018–19           | Прем'єр-ліга Вірменії | 1     | 0    | 0          | 0          | –           | –           | –     | –    | 1       | 0       |
| Усього за кар'єру    | Усього за кар'єру | Усього за кар'єру     | 13    | 0    | 2          | 0          | 0           | 0           | -     | -    | 15      | 0       |

## Досягнення

### Командні
«Спартак» (Москва)
- Молодіжна першість Росії
  -  Чемпіон (1): 2012/13

Росія (U-19)
- Меморіал Гранаткіна
  -  Чемпіон (1): 2013